# Tweede Kamerverkiezingen in het kiesdistrict Helmond (1848-1850)
Tweede Kamerverkiezingen in het kiesdistrict Helmond (1848-1850) geeft een overzicht van verkiezingen voor de Nederlandse Tweede Kamer in het kiesdistrict Helmond in de periode 1848-1850.
Het kiesdistrict Helmond werd ingesteld na de grondwetsherziening van 1848. Tot het kiesdistrict behoorden de volgende gemeenten: Aarle-Rixtel, Asten, Bakel en Milheeze, Beek en Donk, Boekel, Budel, Deurne, Erp, Gemert, Heeze, Helmond, Leende, Lierop, Lieshout, Maarheeze, Mierlo, Nuenen, Gerwen en Nederwetten, Soerendonk, Sterksel en Gastel, Someren, Stiphout, Veghel en Vlierden.
Het kiesdistrict Helmond koos één lid van de Tweede Kamer. 
Legenda
- vet: gekozen als lid van de Tweede Kamer.

## 30 november 1848
De verkiezingen werden gehouden na ontbinding van de Tweede Kamer, na inwerkingtreding van de herziene grondwet.
|                  | 30 november |
| ---------------- | ----------- |
| Kiesgerechtigden | 525         |
| Opkomst          | 405         |
| Geldige stemmen  | 404         |
| Blanco stemmen   | 1           |
| Kandidaten       |             |
| J.B. Bots        | 382         |
| J.L.A. Luyben    | 14          |

## Opheffing
In 1850 werd het kiesdistrict Helmond samengevoegd met het kiesdistrict Eindhoven, dat werd omgezet in een meervoudig kiesdistrict.